# Germano Machado
Germano Dias Machado ( Salvador, 28 de mayo de 1926 - Salvador, 27 de diciembre de 2017 ) fue un escritor y periodista brasileño.

## Biografía
Hijo de José Dias Machado y Maria Philomena de Gouveia Machado, casado con la maestra Miriam Ribeiro Machado, hijos: Luís Germano Ribeiro Machado, Paulo Emanuel Ribeiro Machado, Miriam Rita Ribeiro Machado, Davi Bernardo Ribeiro Machado, Raquel Maria Ribeiro Machado y Sara Elisabete Ribeiro Ax . Licenciado en primera promoción de periodismo en la Universidad Federal de Bahía, fundador y presidente del Círculo de Estudio Pensamiento y Acción (CEPA), entidad con más de 65 años de existencia.
Fue funcionario del Gabinete del gobernador Juracy Magalhães y director de la Prensa Oficial de Bahía en el gobierno de Lomanto Júnior . Enseñó en la Universidad Federal de Bahía (UFBA), en la Universidad Católica del Salvador y en la Escuela Técnica Federal de Bahía.
Pertenece a la Academia de Letras y Artes Mater Salvatoris, a la ALAS - Academia de Letras y Artes de Salvador, a la Academia de Educación de Bahía, al Grupo de Acción Cultural de Bahía (GACBA) y a la Unión Brasileña de Escritores (UBE).
Colaboró con Jornal A Tarde, Tribuna da Bahia, A Bahia, 7 Dias, Jornal Correio, Tribuna da Imprensa ( Rio de Janeiro ), A Marcha (Rio de Janeiro) y Jornal Operário ( São Paulo ) - del Movimento Circulador de Brasil.
Profesor de la Universidad Católica del Salvador, de 1970-1999, en diversos cursos (en el Instituto de Música, en la Escuela de Trabajo Social y Economía); profesor de la Facultad de Filosofía y Ciencias Humanas, impartiendo la asignatura de Estudio de los Problemas Brasileños (EPB), en la UFBA, impartida en la cátedra de Estética; profesor de la Escuela Técnica Federal de Bahía (1970-1974; profesor del Curso Superior de Topografía de la Escuela de Ingeniería Electrónica).
Graduado en São Paulo, en un Curso de Especialización en Estudios Brasileños, en la Universidad Mackenzie, auspiciado por el Rector de la Universidad Federal de Bahía, Profesor Luis Fernando Seixas de Macedo Costa. Obtuvo Medalla y Diploma por el Curso de la Sociedad de Altos Estudios y Convivencia, elegido mejor estudiante de la promoción (São Paulo), Medalla y Diploma por los 50 años de existencia de la Universidad Católica del Salvador, condecorado con el título de primer estudiante. en Filosofía en el Curso de Extensión Mackenzie, otorgado por el Pastor Milton Ribeiro; elegido por el director general de la Sociedade de Altos Estudos e Convivio para enseñar Filosofía en el noreste en entidades similares.
Obtuvo el Diploma al Mérito Ruy Barbosa (de la Casa da Bahía, Río de Janeiro ); Moción n.° 4 (de la Asamblea Legislativa de Bahía, por Newton Macêdo Campos); título de Miembro Honorario del Centro de Estudios Etnográficos de Bahía (Unitas Genitiun); Diploma de la Facultad de Educación de Bahía, otorgado por la profesora Olga Mettig, en el vigésimo aniversario de la institución; Medalla Thomé de Souza por el Ayuntamiento de Salvador, en 1994 (por el concejal Germano Tabacoff, ex rector de la UFBA); Medalla al Mérito Castro Alves ) por la Secretaría de Educación y Cultura del Estado de Bahía; Miembro del Consejo Cultural del estado de Bahía ( 1979-1983 ), en el gobierno de Antônio Carlos Magalhães, y en ( 1983-1987 ), en el gobierno de João Durval Carneiro ; Moción n.° 289 referente a la elección del diario A Semana; Honor al Mérito por la Fundación Òmnira, Premio Cogito de Arte, Cultura, Filosofía y Educación ( 2009 ).

## Académico
Pertenece a la Academia de Letras y Artes Mater Salvatoris, a la Academia de Letras y Artes de Salvador y a la Academia de Educación de Bahía. 